# Kaela Kimura
Kaela Kimura  (木村 カエラ?), vero nome Rie Kaela Kimura (木村 カエラりえ?,  Kimura Kaera Rie) (Tōkyō, 24 ottobre 1984) è una cantante e modella giapponese.
Ha sposato l'attore Eita Nagayama il 1º settembre 2010, a cui ha dato un figlio nato nell'ottobre dello stesso anno.

## Discografia
Le specifiche sono indicate fra parentesi "()", eventuali note dopo il punto e virgola ;.

### Album
- 08/12/2004 - Kaela
- 08/03/2006 - Circle
- 07/02/2007 - Scratch
- 02/04/2008 - +1
- 24/06/2009 - HOCUS POCUS
- 12/10/2011 - 8EIGHT8

### Raccolte
- 03/02/2010 - 5years

### Singoli
- 23/06/2004 - Level 42
- 27/10/2004 - happiness!!!
- 30/03/2005 - Rirura Riruha
- 05/10/2005 - BEAT
- 18/01/2006 - You
- 28/06/2006 - Magic Music
- 06/09/2006 - Tree Climbers
- 17/01/2007 - Snowdome
- 18/07/2007 - Samantha
- 24/10/2007 - Yellow
- 06/02/2008 - Jasper
- 10/09/2008 - Moustache/memories (original version)
- 28/01/2009 - Doko
- 08/05/2009 - BANZAI
- 01/06/2009 - Butterfly; singolo digitale
- 09/06/2010 - Ring a Ding Dong
- 04/08/2010 - deep beep; singolo digitale
- 08/12/2010 - A winter fairy is melting a snowman
- 03/08/2011 - Kidoairaku plus ai
- 16/05/2012 - Mamireru
- 22/10/2014 - Today is a new day

### Video
- 06/07/2005 - KAELA KIMURA 1st TOUR 2005 "4YOU" (KAELA KIMURA 1st TOUR 2005 "4YOU"?); live
- 19/09/2007 - LIVE Scratch ~Agatte masutteba TOUR @ Budōkan (LIVE Scratch〜上がってますってばTOUR@武道館?); live
- 23/07/2008 - BEST VIDEO 1 (BEST VIDEO 1?); raccolta di videoclip
- 04/11/2009 - GO!5!KAELAND (GO!5!KAELAND?); live